# Ранцев, Дмитрий
Дмитрий Ранцев (латыш. Dmitrijs Rancevs; род. 28 октября 1966, Рига) — латвийский кинокритик, журналист и киновед.

## Биография
Окончил рижскую школу №21. Изучал математику в ЛГУ и МГУ. Обучался на режиссёрском и сценарно-киноведческом факультетах ВГИКа. С 1993 года регулярно публикуется на русском и латышском языках в СМИ общего характера и специализированных. В 1996—2002 годах вёл авторскую передачу о кино на радиостанции Latvijas Radio 4 (LR4). В 2011 году получил приз Союза журналистов Латвии. Член жюри и отборочных комиссий множества кинофестивалей и кинофорумов (включая «Большой Кристап»). Периодически читает лекции о кино. Автор двух книг, посвящённых кинематографии.

## Мнения
Дмитрий Ранцев является одним из наиболее заметных русскоязычных кинокритиков и киноэкспертов Латвии, уже более двадцати лет его статьи регулярно публикуются в латвийской периодике и интернет-изданиях, а также в профильных российских журналах... В кинематографических размышлениях Дмитрия Ранцева проявляется стремление зафиксировать то, что появляется не на экране, а то, что остаётся в виде впечатления, которое можно письменно превратить в мысль.— Даниэла Зацмане (кинопублицист)

Рецензия Дмитрия Ранцева отвечает тому главному требованию, которое делает материал живым и нужным людям: умению писать просто о сложном, интересно и для широкой аудитории, и для критиков, и для авторов анализируемых произведений, созданию двойной адресации.— В.С. Шахназарова («Ярославский педагогический вестник»)